# Грбавица (Брчко)
Грбавица је насељено мјесто у Босни и Херцеговини, у Брчко Дистрикту. Према попису становништва из 1991. у насељу је живјело 557 становника.

## Историја
Становништво Грбавице је у периоду Другог свјетског рата доживјело страдања, а у периоду од распада Југославије до 1995. било честа мета напада Армије РБиХ. У периоду од 1992. до 1995. у Грбавици је страдало 67 мјештана. Припадници Армије РБиХ су 8. марта 1993. године извршили масакр над 13 бораца-мјештана из Грбавице. Измасакрирана тијела жртава су након злочина размијењена без глава, односно жртвама су одрубљене главе.

## Становништво
| Националност       | 1991.        | 1981.        | 1971.        | 1961. |
| Срби               | 499 (89,58%) | 489 (94,40%) | 488 (98,78%) |       |
| Хрвати             | 21 (3,77%)   | 10 (1,93%)   | 5 (1,01%)    |       |
| Југословени        | 16 (2,87%)   | 8 (1,54%)    |              |       |
| Муслимани          | 13 (2,33%)   | 6 (1,15%)    |              |       |
| остали и непознато | 8 (1,43%)    | 5 (0,96%)    | 1 (0,20%)    |       |
| Укупно             | 557          | 518          | 494          | '     |

| Демографија | Демографија | Демографија |
| Година      | Становника  | Становника  |
| ----------- | ----------- | ----------- |
| 1961.       | 502         |             |
| 1971.       | 494         |             |
| 1981.       | 518         |             |
| 1991.       | 557         |             |